# Leavitt Bulldog
Leavitt Bulldog er i det sene 20. århundrede en genskabelse af den engelske Bulldog, som racen så ud i begyndelsen af det 19. århundrede, i storhedens tid omkring 1820. I modsætning til engelsk Bulldogs på den tids skildringer af racen fra næsten to århundreder tidligere viste sundere, mere adrætte hunde med en god arbejdsevne. I modsætning til racen i det 19. århundrede, har Leavitt Bulldog et fredsommeligt temperament. Det er en af flere racer, der er udviklet med henblik på at overvinde den Leavitt Bulldog, blev udviklet af opdrætter David Leavitt, som oprindeligt navngav den som Olde English Bulldog. Men efter racestandarder blev udviklet, og racen afveg i udseende fra de oprindelige blodlinjer, som foranledigede til det nye navn og oprettelse af en særskilt avlsforening.

## Historie
Den nye race blev navngivet i 2005, fordi Leavitt følte, at hans skabelse af Olde English Bulldog i 1971 ikke blev bevaret som han havde tænkt. Efterkommere af 1971 racen var blevet tungere og ikke alle opdrættere brugte de oprindelige standarder.
De opdrættere der stadig arbejdede ud fra Leavitt`s originale idéer blev inviteret til at tilslutte sig den nye Leavitt Bulldog Association. LBA og dens medlemmer er dedikeret til at bevare og forbedre sundheden, temperament og arbejdsevne af racen ved omhyggelig selektiv avl. Foreningen giver en register service og har planer om at opretholde en stambog. Efter en tilbagevisning fra United Kennel Klub, valgte foreningen at gå sine egne veje, uden anerkendelse fra kennel klub. Denne uafhængighed betød, at foreningens medlemmer frit kunne avle på kryds og tværs, når det var nødvendigt at opretholde sunde genetiske egenskaber.

## Genetisk Baggrund
Leavitt bulldog blev kun opdrættet med racer, der alle har gamle Bulldog i deres baggrund som, Kontinental bulldog, Olde English Bulldog, Hermes Bulldog og Engelsk bulldog .

## Kendetegn
Leavitt Bulldog er en meget stabil, venlig, og med et kærligt temperament, hvilket gør dem egnede som familiens ledsagende hund, nogle Leavitt Bulldog har kvalificeret sig som terapi hunde. De er nemme at træne, og de er nyttige til flere forskellige sportsgrene. Denne race er meget stærk, hvilket betyder, at socialisering og lydighedstræning er vigtige. Deres disposition bør være sikker, modig og opmærksom uden at være alt for beskyttende. De nyder ikke kun fysiske aktivitet, men også aktiviteter, der kræver intellekt, såsom at gå spor.

## Udseende
Ifølge racens standard har Leavitt Bulldog et stort hoved (omkredsen af hovedet er mindst svarer til hundens skulderhøjde), med kraftige kæbemuskler. Underkæben strækker fremad (underbid). Ryg og bryst er brede og muskuløse. Halen er lige, og når ned til Haseledet.

## Eksterne links
- Website ,Leavitt Bulldog Association
- Website, Leavitt Bulldog Association, Europe Arkiveret 6. januar 2014 hos  Wayback Machine

## Yderligere læsning
- Carl Semencic (November 1992) The World of Fighting Dogs. TFH Publications ISBN 0-86622-656-7.
- Fleig, D. (1996). History of Fighting Dogs. TFH Publications. ISBN 0-7938-0498-1
- Homan, M. (2000). A Complete History of Fighting Dogs. Howell Book House Inc. ISBN 1-58245-128-1